# Championnat du Cap-Vert de football 2005
Navigation
Saison précédente Saison suivante
La saison 2005 du Championnat du Cap-Vert de football est la vingt-sixième édition de la première division capverdienne, le Campeonato Nacional. Après une phase régionale qualificative disputée sur chacune des neuf îles habitées de l'archipel, les onze meilleures équipes et le tenant du titre disputent le championnat national, joué en deux phases :
- une phase de poules (deux poules de six équipes) dont seuls les deux premiers accèdent à la phase finale
- une phase finale à élimination directe (demi-finales et finale) en matchs aller et retour qui détermine le vainqueur du championnat

C’est le Futebol Clube de Derby qui remporte la compétition cette saison, après avoir battu le Sporting Clube da Praia en finale nationale. Il s'agit du troisième titre de champion du Cap-Vert de l’histoire du club.

## Les clubs participants
- Île de Boa Vista :
  - Sal-Rei Futebol Clube (tenant du titre)
  - Desportivo Estancia Baixo
- Île de Brava :
  - Sport Club Morabeza
- Île de Fogo :
  - Associação Académica do Fogo
- Île de Maio :
  - Clube Deportivo Onze Unidos
- Île de Sal :
  - Associação Académica do Sal

- Île de Santiago :
  - Flor Jovem da Calheta (zone Nord)
  - Sporting Clube da Praia (zone Sud)
- Île de Santo Antão :
  - Paulense Desportivo Clube (zone Nord)
  - Associação Académica do Porto Novo (zone Sud)
- Île de São Nicolau:
  - Desportivo Ribeira Brava
- Île de São Vicente:
  - Futebol Clube de Derby

## Compétition

### Phase de poules
Le barème utilisé pour établir le classement est le suivant :
- Victoire : 3 points
- Match nul : 1 point
- Défaite, forfait ou abandon : 0 point

| Rang | Équipe                       | Pts | J | G | N | P | Bp | Bc | Diff |
| ---- | ---------------------------- | --- | - | - | - | - | -- | -- | ---- |
| 1    | Associação Académica do Sal  | 13  | 5 | 4 | 1 | 0 | 10 | 4  | +6   |
| 2    | Sal-Rei Futebol ClubeT       | 10  | 5 | 3 | 1 | 1 | 9  | 6  | +3   |
| 3    | Associação Académica do Fogo | 7   | 5 | 2 | 1 | 2 | 10 | 7  | +3   |
| 4    | Paulense Desportivo Clube    | 4   | 4 | 1 | 1 | 2 | 7  | 6  | +1   |
| 5    | Desportivo Ribeira Brava     | 3   | 5 | 0 | 3 | 2 | 4  | 9  | -5   |
| 6    | Flor Jovem da Calheta        | 1   | 4 | 0 | 1 | 3 | 4  | 12 | -8   |

| Rang | Équipe                             | Pts | J | G | N | P | Bp | Bc | Diff |
| ---- | ---------------------------------- | --- | - | - | - | - | -- | -- | ---- |
| 1    | Sporting Clube da Praia            | 13  | 5 | 4 | 1 | 0 | 24 | 2  | +22  |
| 2    | Futebol Clube de Derby             | 13  | 5 | 4 | 1 | 0 | 23 | 3  | +20  |
| 3    | Clube Deportivo Onze Unidos        | 9   | 5 | 3 | 0 | 2 | 11 | 7  | +4   |
| 4    | Associação Académica do Porto Novo | 6   | 5 | 2 | 0 | 3 | 9  | 18 | -9   |
| 5    | Desportivo Estancia Baixo          | 3   | 5 | 1 | 0 | 4 | 7  | 26 | -19  |
| 6    | Sport Club Morabeza                | 0   | 5 | 0 | 0 | 5 | 4  | 22 | -18  |

### Phase finale
|  | Demi-finales                | Demi-finales                | Demi-finales           | Demi-finales           |                         |                         | Finale | Finale | Finale | Finale |
|  |                             |                             |                        |                        |                         |                         |        |        |        |        |
|  |                             |                             |                        |                        |                         |                         |        |        |        |        |
|  | Sal-Rei Futebol ClubeT      | Sal-Rei Futebol ClubeT      | 2                      | 1                      |                         |                         |        |        |        |        |
|  | Sal-Rei Futebol ClubeT      | Sal-Rei Futebol ClubeT      | 2                      | 1                      |                         |                         |        |        |        |        |
|  | Sporting Clube da Praia     | Sporting Clube da Praia     | 1                      | 6                      |                         |                         |        |        |        |        |
|  | Sporting Clube da Praia     | Sporting Clube da Praia     | 1                      | 6                      | Sporting Clube da Praia | Sporting Clube da Praia | 1      | 3      |        |        |
|  |                             |                             |                        |                        | Sporting Clube da Praia | Sporting Clube da Praia | 1      | 3      |        |        |
|  |                             |                             | Futebol Clube de Derby | Futebol Clube de Derby | 1                       | 4                       |        |        |        |        |
|  | Futebol Clube de Derby      | Futebol Clube de Derby      | Futebol Clube de Derby | Futebol Clube de Derby | 1                       | 4                       | 4      | 0      |        |        |
|  | Futebol Clube de Derby      | Futebol Clube de Derby      |                        |                        |                         |                         |        | 0      |        |        |
|  | Associação Académica do Sal | Associação Académica do Sal | 1                      | 0                      |                         |                         |        |        |        |        |
|  | Associação Académica do Sal | Associação Académica do Sal | 1                      | 0                      |                         |                         |        |        |        |        |

#### Finales
| 9 juillet 2005 | Sporting Clube da Praia | 1 - 1 | Futebol Clube de Derby | Stade de Várzea, Praia |  |
|                | Di I 43e                |       | Kely 56e               |                        |  |

| 16 juillet 2005 | Futebol Clube de Derby                 | 4 - 3 | Sporting Clube da Praia                        | Stade Alcindo Nascimento, Mindelo |  |
|                 | Paty 15e, 18e · Tubola 41e · Djica 80e |       | 85e (csc) Kula · 87e Di I · 90e Zé di Tchétcha |                                   |  |

## Bilan de la saison
| Championnat du Cap-Vert de football 2005 |                                   |
| Champion                                 | Futebol Clube de Derby (3e titre) |
| Qualifications continentales             |                                   |
| Ligue des champions de la CAF 2006       | Aucun                             |
| Coupe de la confédération 2006           | Aucun                             |
| Promotions et relégations                |                                   |
| Promus en Campeonato Naçional            | Aucun                             |
| Relégués                                 | Aucun                             |